# Zakázková výroba

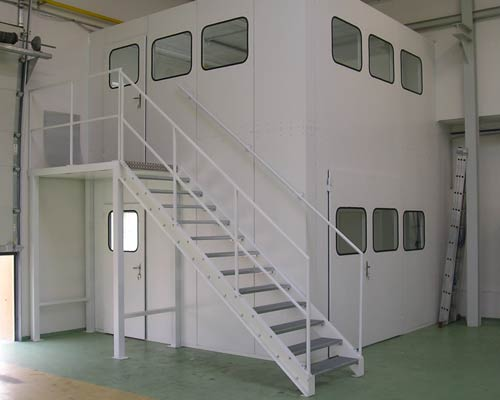
Výroba odhlučňovacích krytů - jedna z možných podob zakázkové výroby

Zakázková výroba (též kusová výroba) je jedním z typů výroby, typický produkcí menšího množství druhů výrobků, avšak mnoha různých variant. Pro zakázkovou výrobu je typické, že pohyb budoucích výrobků mezi pracovišti není pevně vymezen. Průběh výroby se opakuje nepravidelně nebo vůbec. Oproti sériové výrobě není kladen důraz na detailní rozfázování výrobních etap a na zaměnitelnost použitých materiálů a součástí; jejich dělení, přizpůsobování a párování může probíhat podle potřeby i v rámci konečné montáže.
Zakázková výroba se většinou týká výroby nábytku, oděvů, skla, stavebnictví, různých specifických součástek (výroba odhlučňovacích krytů, výroba turbín), a dalších oblastí. Výrobky pocházející z tohoto typu výroby, jsou ve většině případů dražší než např. produkty sériové výroby - jedná o atypické výrobky, které jsou vyráběny na základě požadavků a představ zákazníka (zadavatele zakázky). Pro kvalitní zakázkovou výrobu je nutností vysoká specializace pracovníků, kteří se na výrobě podílejí.

## Pracoviště pro zakázkovou výrobu
Pro zakázkovou výrobu je typické technologické uspořádání pracoviště, jehož hlavním rysem je technologická příbuznost výrobních zařízení. Technologicky podobná nebo stejná strojní zařízení jsou soustředěna na jednom místě dílny (brusírna, svařovna, obráběcí úsek, a další). Opracovávaný výrobek postupně prostupuje všemi, či pouze některými částmi dílny v různém pořadí v závislosti na specifikací výrobku.
Mezi výhody technologického uspořádání pracoviště patří například pružnější výrobní proces (množstevní a časová pružnost a jednodušší přizpůsobení rozdílnému sortimentu výroby), lepší využitelnost výrobních kapacit strojů a zařízení nebo jednoduché zajištění provozuschopnosti výrobních zařízení. Nevýhodou tohoto uspořádání je zejména vyšší náročnost na operativní řízení výroby (vytváření harmonogramu výroby v závislosti na vytížení jednotlivých pracovišť a jejich maximálním využití), vyšší náročnost na manipulaci s materiálem (prodlužují se materiálové toky), prodloužení výrobního cyklu a vyšší zásoby rozpracované výroby.

## Proces zakázkové výroby nábytku
Výrobu nábytku lze shrnout do tří základních etap:
1. Předvýrobní etapa výroby (sled úkonů před vlastními změnami materiálu)
2. Výrobní etapa výroby (vlastní změna materiálu)
3. Odbytová etapa výroby

### Předvýrobní etapa výroby
Prvním krokem předvýrobní etapy výroby je příjem objednávky od zákazníka - dochází k přesné specifikaci podrobností zakázky. Typicky se jedná o specifikaci předmětu zakázky, finanční zajištění (záloha), poskytnutí nabídkového rozpočtu, detaily smlouvy či termín dokončení. Předvýrobní etapa se následně rozpadá do následujících třech částí:
1. Konstrukční část - v této části je vytvořena skica, návrhový výkres a následně výrobní výkres s technickým popisem
2. Technologicko-organizační část - dochází k výpisu materiálu, potřebného k výrobě, vytváří se soupis pracovníků, a časový fond potřebný ke zhotovení zakázky. Dále je v této části vytvářen pracovní postup a instrukce.
3. Ekonomická část - v této části jsou stanovovány náklady na materiál, mzdové náklady a je určována konečná cena výrobku. Ekonomická část se může vyskytovat i na úplném začátku, a to z toho důvodu, aby výrobce mohl zájemci sdělit cenu.

### Výrobní etapa
Ve výrobní etapě výroby dochází k přeměně vstupů na výstup. Tato přeměna může být realizována formou řemeslné
výroby, kdy jeden pracovník vytváří celý výrobek (zejména u menších firem), nebo průmyslovou
výrobou (výrobek se pohybuje z místa na místo a každý pracovník se specializuje na svoji přidělenou část). Průmyslová forma výroby se vyskytuje u větších firem, které se specializují na zakázkovou výrobu (větší firmy nejsou nutně spjaty s výrobou sériovou). V této etapě dochází ke zhotovení výrobku, který tak dostává svou finální podobu a přesouvá se do třetí etapy.

### Odbytová etapa výroby
V odbytové etapě je realizována doprava výrobku s případnou montáží a následnou fakturací. Fakturací je proces výroby uzavřen.

## Proces zakázkové výroby odhlučňovacích krytů

### Předvýrobní etapa výroby
Předvýrobní proces zakázky na výrobu odhlučňovacích krytů je započat přijetím poptávky ze strany zákazníka, která představuje projevení zájmu o realizaci odhlučňovacího krytu. Na základě poptávky a specifikace požadavků zákazníka (požadavků na rozměry, požadovanou míru odhlučnění, vybavení krytu a další) je vypracována cenová nabídka, která je zaslána zákazníkovi. Na jejím základě se zákazník rozhoduje, zda se rozhodne pro zaslání závazné objednávky či nikoliv.
V případě přijetí závazné objednávky je zákazníkem zaslána i technická technická dokumentace, nebo je tato dokumentace tvořena firmou realizující danou zakázku. V tomto případě následuje návštěva místa realizace, kde probíhá sběr potřebných informací k realizaci zakázky (informace o rozměrech, umístění a další). Tyto informace jsou předány příslušnému konstruktérovi, který započne vytváření technické dokumentace (dokumentace obsahující výkresy, kusovníky atd.)
Jednou ze součástí tvorby technické dokumentace je tvorba schvalovacího výkresu, který je zaslán zákazníkovi ke schválení. Po jeho potvrzení jsou následně konstruktérem rozkreslovány jednotlivé pozice pro výrobu (jednotlivé části krytu - např. panely, konstrukce a další) a zároveň je vypracováván seznam materiálu potřebného výrobě. Po vypracování kompletní technické dokumentace je zakázka předávána do výroby.

### Výrobní etapa
Po dodání potřebného materiálu začíná proces výroby. Jestliže požadovaný kryt obsahuje rám (konstrukci), pak je započato svařování jednotlivých komponent rámu a zároveň je započat střih plechů do požadovaných rozměrů jednotlivých panelů. Plechy jsou dále zámečnicky upraveny (tvorba otvorů, děr, a dalších speciálních úprav), ohýbány a pokračují do svařovny, kde jsou kompletovány.
Následuje tzv. předmontáž - fáze, kdy je kryt zkompletován za účelem kontroly, zda bylo dosaženo požadovaných rozměrů a zda jednotlivé části lze integrovat. Kryt je následně opět rozebrán a pokračuje do fáze lakování. Panely jsou následně plněny skelnou vatou, která zabezpečuje vlastní zákazníkem požadované odhlučnění.
Následuje balení a kryt je připraven k expedici. Tímto krokem výrobní proces končí.

### Odbytová etapa
V povýrobní fázi je, v případě zájmu zákazníka, realizována montáž krytu.